# Лак-Броушей 197A
Лак-Броушей 197A (англ. Lac Brochet 197A) — індіанська резервація в Канаді, у провінції Манітоба, у межах невключеної частини переписної області №23.

## Населення
За даними перепису 2016 року, індіанська резервація нараховувала 728 осіб, показавши скорочення на 10,8%, порівняно з 2011-м роком. Середня густина населення становила 146 осіб/км².
З офіційних мов обидвома одночасно володіли 5 жителів, тільки англійською — 705, а 15 — жодною з них. Усього 540 осіб вважали рідною мовою не одну з офіційних, з них усі — одну з корінних мов.
Працездатне населення становило 40,6% усього населення, рівень безробіття — 31,7%.
Середній дохід на особу становив $15 957 (медіана $11 008), при цьому для чоловіків — $13 418, а для жінок $18 408 (медіани — $4 864 та $13 152 відповідно).
16% мешканців мали закінчену шкільну освіту, не мали закінченої шкільної освіти — 65%, 19% мали післяшкільну освіту, з яких 21,1% мали диплом бакалавра, або вищий.
| Статево-вікова структура населення | Статево-вікова структура населення | Статево-вікова структура населення | Статево-вікова структура населення | Статево-вікова структура населення |
| ---------------------------------- | ---------------------------------- | ---------------------------------- | ---------------------------------- | ---------------------------------- |
|                                    |                                    |                                    |                                    |                                    |
| Всього                             | Всього                             | 48,6%51,4%                         |                                    |                                    |
| 0 — 14 років                       | 0 — 14 років                       |                                    | 31%                                | 31%                                |
| 15 — 64 років                      | 15 — 64 років                      |                                    | 63,4%                              | 63,4%                              |
| 65 і більше                        | 65 і більше                        |                                    | 5,5%                               | 5,5%                               |
| Середній вік (років)               | Середній вік (років)               | 29,427,9                           | 28,7                               | 28,7                               |
| Медіана (років)                    | Медіана (років)                    | 27,924,6                           | 26,1                               | 26,1                               |
| — чоловіки — жінки                 |                                    |                                    |                                    |                                    |

| Походження мешканців:     | Походження мешканців:     | Походження мешканців: | Походження мешканців: | Походження мешканців: |
| ------------------------- | ------------------------- | --------------------- | --------------------- | --------------------- |
| Походження                |                           |                       | осіб                  | %                     |
| Корінні американці        | Корінні американці        |                       | 720                   | 99.31%                |
| Інше північноамериканське | Інше північноамериканське |                       | 0                     | 0%                    |
| Європейське               | Європейське               |                       | 60                    | 8.28%                 |
| британське                | британське                |                       | 40                    | 5.52%                 |
| французьке                | французьке                |                       | 20                    | 2.76%                 |

## Клімат
Середня річна температура становить -5,5°C, середня максимальна – 18,6°C, а середня мінімальна – -31,9°C. Середня річна кількість опадів – 441 мм.
| Клімат поселення                              | Клімат поселення | Клімат поселення | Клімат поселення | Клімат поселення | Клімат поселення | Клімат поселення | Клімат поселення | Клімат поселення | Клімат поселення | Клімат поселення | Клімат поселення | Клімат поселення | Клімат поселення |
| Показник                                      | Січ.             | Лют.             | Бер.             | Квіт.            | Трав.            | Черв.            | Лип.             | Серп.            | Вер.             | Жовт.            | Лист.            | Груд.            |                  |
| Середній максимум, °C                         | −21,2            | −18,27           | −11,62           | −1,64            | 6,74             | 15,26            | 18,63            | 16,95            | 10,27            | 2,60             | −10,2            | −19,61           |                  |
| Середня температура, °C                       | −26,53           | −23,59           | −16,95           | −6,98            | 1,42             | 9,93             | 14,96            | 13,29            | 6,58             | −1,08            | −13,88           | −23,28           |                  |
| Середній мінімум, °C                          | −31,85           | −28,91           | −22,27           | −12,28           | −3,9             | 4,60             | 11,28            | 9,60             | 2,89             | −4,74            | −17,55           | −26,95           |                  |
| Норма опадів, мм                              | 21               | 13               | 19               | 23               | 30               | 59               | 68               | 55               | 58               | 45               | 29               | 21               |                  |
| Середньомісячна швидкість вітру, м/с          | 3.80             | 3.80             | 4.00             | 4.30             | 4.10             | 3.90             | 3.60             | 3.80             | 4.10             | 4.20             | 3.75             | 3.60             |                  |
| Середньомісячна сонячна радіація, кДж/м²·день | 1905             | 5100             | 11277            | 17578            | 21057            | 22018            | 20088            | 15593            | 9426             | 4873             | 2183             | 1167             |                  |
| --------------------------------------------- | ---------------- | ---------------- | ---------------- | ---------------- | ---------------- | ---------------- | ---------------- | ---------------- | ---------------- | ---------------- | ---------------- | ---------------- | ---------------- |
| Джерело:                                      |                  |                  |                  |                  |                  |                  |                  |                  |                  |                  |                  |                  |                  |